# Severina María del Carmen Guerra San Martín
Severina María del Carmen Guerra San Martín (Ollauri, 1907- Oviedo, 1999) fue una bibliotecaria y profesora española, funcionaria del Cuerpo Facultativo de Archiveros, Bibliotecarios y Arqueólogos desde 1931. Ejerció como directora de la Biblioteca Provincial de Córdoba, en donde creó las bases de las bibliotecas públicas y facilitó los encuentros entre jóvenes intelectuales. Después de la depuración franquista tuvo que trasladarse forzosamente a Oviedo, en donde trabajó hasta su jubilación como directora de la Biblioteca de la Universidad.

## Contexto histórico y social
Con la proclamación de la Segunda República se inició en España el ascenso de una intelectualidad que pretendió una transformación política y social mediante la divulgación de la ciencia y la cultura. Aunque a principios de los años treinta solo un 4% del estudiantado universitario era femenino, cada vez más mujeres fueron accediendo a la educación superior. Fue entonces cuando emergieron agrupaciones como la Asociación Española de Mujeres Universitarias, el Lyceum Club Femenino (con más de 400 asociadas), las Sinsombrero o la Federación de Mujeres Libres. La incorporación al medio laboral de las mujeres universitarias se produjo principalmente desde el Magisterio y el Cuerpo Facultativo de Bibliotecarios, Archiveros y Arqueólogos.
Con el comienzo de la guerra civil española se inició una época muy complicada para las bibliotecas marcada por la depuración del personal adscrito a ellas y al Magisterio y el desmantelamiento de los centros. Tanto el gobierno republicano como los militares sublevados comenzaron a prescindir del funcionariado que no les era afín o no pudo demostrarlo y de los libros que no eran considerados aceptables. Hubo muchos expedientes de depuración que continuaron hasta el inicio de la década de los años sesenta, con lo que el número de profesionales de las bibliotecas, la mayoría mujeres, quedó muy mermado.

## Biografía
Nació el 8 de enero de 1907 en Ollauri, La Rioja.

### Formación
En los años veinte, durante la dictadura de Primo de Rivera, formó parte del importante grupo de mujeres que se incorporaron a la universidad en un ambiente de renovación pedagógica y cultural.
Estudió en Madrid en la Facultad de Filosofía y Letras, Sección de Letras, de la Universidad Central, donde se licenció con premio extraordinario. Durante su estancia en la capital se alojó en la Residencia de Señoritas. De su permanencia en ella daba noticias en cartas a su familia.
En la Universidad de Sevilla acudió a las clases del catedrático y diputado socialista Manuel Martínez Pedroso, que acabaría exiliado en México.

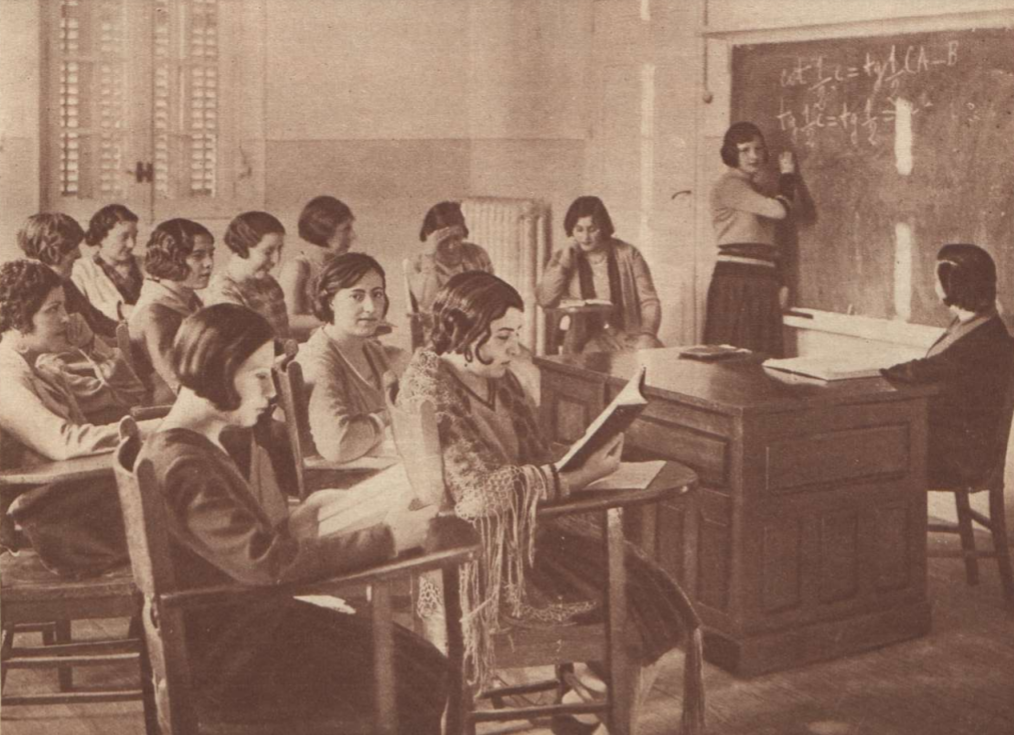
Residencia de Señoritas. Madrid, 1930

Entre agosto de 1932 y septiembre de 1933, disfrutó de una beca de la Junta para la Ampliación de Estudios, dependiente del Ministerio de Instrucción Pública, que le permitió residir en Estados Unidos para perfeccionar y ampliar sus conocimientos de Filología y Literatura Inglesa y Archivos y Bibliotecas en el Wellesley College de Massachusetts. En estos intercambios de estudiantes con centros estadounidenses participaron fundamentalmente mujeres de la Residencia de Señoritas y del Instituto Escuela.

### Trayectoria profesional
El 1 de octubre de 1931 ingresó en el Cuerpo Facultativo de Archiveros, Bibliotecarios y Arqueólogos, siendo su primer destino  el Archivo del Ministerio de Fomento.
En 1932 obtuvo el puesto de directora de la Biblioteca Pública de Córdoba, en la que se propuso realizar una renovación absoluta y un cambio profundo de la función que debía cumplir el centro en la sociedad. Encargó el equipamiento de mobiliario y calefacción y procedió a la adquisición de nuevos fondos bibliográficos para acercar a la ciudadanía el conocimiento de obras científicas y literarias representativas de las nuevas tendencias que circulaban por Europa.

Merced a su eficaz e inteligente labor se ha conseguido salvar de la destrucción a infinidad de volúmenes de la Biblioteca Provincial. Córdoba contará en breve  con una nueva Biblioteca 
Popular creada por la iniciativa de la señorita Guerra y con el concurso entusiástico del presidente de la Diputación.
Diario de Córdoba, 11 de noviembre de 1934

Frecuentaron esta biblioteca los entonces jóvenes Pablo García Baena, Juan Bernier o Ricardo Molina, poetas del Grupo Cántico, que reconocieron siempre como Carmen Guerra les orientaba y recomendaba lecturas. En muchos aspectos fue el alma de la vida cultural cordobesa durante los años republicanos.

[…] había una bibliotecaria en la Diputación que fue depurada, inmediatamente la cesaron. Íbamos mucho a su casa. Esa mujer tenía muchos libros y nos los prestaba. […] Era socialista abiertamente, declarada. Lo raro es que no se la llevaran por delante. Simplemente la cesaron. Estaba en su casa recluida. Se llamaba Carmen Guerra.
Pablo García Baena

En Córdoba alternó su trabajo como directora de la biblioteca con la docencia en la Escuela de Artes y Oficios, donde enseñaba latín y griego.
Mantuvo amistad con relevantes políticos e intelectuales de la época entre otros, con Manuel Sánchez-Badajoz, alcalde socialista de Córdoba, fusilado posteriormente el 7 de agosto de 1936. En el comienzo de la Guerra civil, estos contactos la significaron ante los sublevados como simpatizante de izquierdas.

#### Depuración
El 4 de septiembre de 1936 fue publicado en el Boletín Oficial de la provincia cordobesa un bando del general Queipo de Llano donde se instaba a la incautación de libros de ideología socialista, comunista o libertaria. Estas órdenes no afectaron solo a los libros, sino también a las personas que trabajaban en las bibliotecas. Carmen fue arrestada el 6 de septiembre de 1936 y liberada al día siguiente, aunque fue cesada provisionalmente de sus empleos por el Gobierno Militar. Al parecer llegó a estar en una lista de personas que debían ser fusiladas.
A partir de ese momento, se recogieron informes sobre ella con vistas a una futura depuración que llegó en febrero de 1937. Fue acusada de izquierdista y marxista, de propagandista de esas ideas en el ejercicio de su profesión, de amistades políticas y de irreligiosa. Por todo ello, se decidió su separación definitiva del servicio como directora de la Biblioteca de Córdoba y de la docencia en la Escuela de Artes y Oficios. También se ordenó su baja en el escalafón.
Ya finalizada la guerra, en 1940, solicitó la revisión de su expediente y presentó numerosos testimonios en su defensa. En octubre de 1942, la Oficina Técnica Administrativa de Liquidación de Personal del Ministerio de Educación Nacional acordó revisar su expediente: se anularon parte de las sanciones en su contra, pero se dictaminó su traslado forzoso a Oviedo, inhabilitándola para desempeñar cargos directivos y de confianza y prohibiéndole la solicitud de destinos. En febrero de 1948, una orden ministerial decretó la extinción de las sanciones de 1942. Para entonces, Carmen ya llevaba algún tiempo trabajando en la Biblioteca de la Universidad de Oviedo, de la que llegaría a ser directora.

#### Últimos años
Se jubiló como directora de la Biblioteca de la Universidad de Oviedo a principios de 1977. Falleció en esa ciudad asturiana en 1999.